# Albert von Barnekow
Christof Gottlieb Albert Freiherr von Barnekow (* 2. August 1809 in Hohenwalde; † 24. Mai 1895 in Naumburg (Saale)) war ein preußischer General der Infanterie.

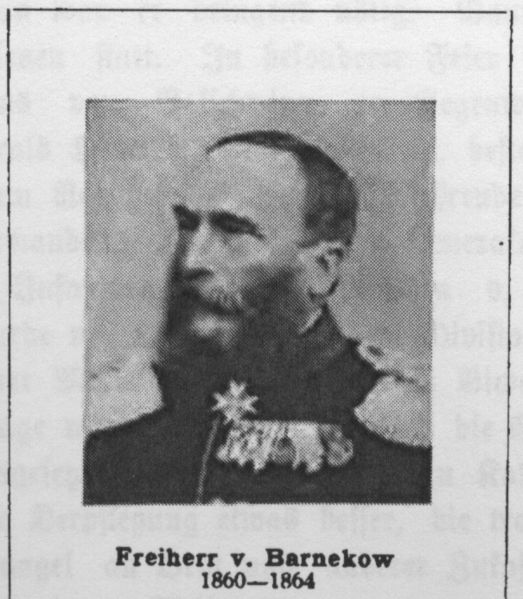
Albert von Barnekow (1809–1895)

## Leben

### Herkunft
Albert war der Sohn des preußischen Rittmeisters Gottlieb von Barnekow (1781–1814) und dessen Ehefrau Laurette, verwitwete von Brandt, geborene Gaesbeck (1787–1863).

### Militärkarriere
Barnekow trat am 11. Juli 1826 als Musketier in das 1. Infanterie-Regiment der Preußischen Armee in Königsberg ein. Er blieb während der folgenden 40 Friedensjahre ununterbrochen im Militärdienst und stieg dabei bis zum General auf. 1829 war er Sekondeleutnant, seit 1831 im 39. Infanterie-Regiment und dort von 1833 bis 1836 Adjutant des II. Bataillons. 1841 erfolgte die Beförderung zum Premierleutnant, fünf Jahre später 1846 die Ernennung zum Hauptmann und schließlich 1852 zum Major. Als solcher war er Kommandeur des I. Bataillons des Infanterie-Regimentes Nr. 39. Seine Ernennung zum Oberstleutnant erhielt er 1858, und 1860 die Beförderung zum Oberst. Als solcher kommandierte er vom 1. Juli 1860 bis 8. Januar 1864 das 6. Rheinische Infanterie-Regiment Nr. 68. Im Jahr 1864 nahm er als Generalmajor am Krieg gegen Dänemark teil, ohne jedoch mit seiner Einheit noch aktiv in die Kämpfe einzugreifen.
Seinen ersten Kampfeinsatz erlebte Barnekow im Deutschen Krieg 1866 in der Schlacht bei Trautenau. Er war als Kommandeur der 2. Infanterie-Brigade ein Teil der 1. Division im I. Armee-Korps. Seine Brigade bildete die Reserve und sicherte den Rückzug des Korps. Für seine Leistungen in dieser Schlacht erhielt er am 20. September 1866 den Orden Pour le Mérite. Im weiteren Kriegsverlauf nahm er noch an der Schlacht bei Königgrätz teil.
Am 30. Oktober 1866 wurde Barnekow Kommandant der 16. Division in Trier und als solcher am 31. Dezember 1866 zum Generalleutnant befördert. Diesen Großverband führte er auch 1870/71 im Krieg gegen Frankreich. Der erste Einsatz erfolgte in der Schlacht bei Spichern, als er auf eigenen Antrieb hin mit seiner Division in das Gefecht eingriff. Seine Truppe und zwei weitere Divisionen (5. und 13. Division) waren durch den Gefechtslärm alarmiert worden. Durch diese zusätzlichen Einheiten wurden die Franzosen zum Rückzug gezwungen. In der Schlacht von Mars-la-Tour erreichte die 16. Division das Schlachtfeld zusammen mit den restlichen Einheiten des VIII. und X. Armee-Korps am späten Nachmittag und griff dann unverzüglich in die Kämpfe ein. Auch hier war Barnekow, ohne auf einen Befehl zu warten, in Richtung auf den Kanonendonner aufgebrochen.
Nach der Schlacht bei Gravelotte war von Barnekow mit seinen Einheiten ein Teil der Belagerungsarmee vor Metz. Nach der Kapitulation der Festung am 27. Oktober 1870 wurde die 16. Division nach Nordfrankreich verlegt, hier folgten dann die Kämpfe bei Amiens, an der Hallue und anschließend die Belagerung der Festung Péronne bis zum 9. Januar 1871. 10 Tage später führte von Barnekow den rechten Flügel in der Schlacht bei Saint-Quentin, mit dem er als erster Verband in die Stadt eindrang und die Franzosen zu einem überstürzten Rückzug zwang, in dem dann große Teile der Nordarmee gefangen genommen wurden. Für den Einsatz im Krieg erhielt er neben dem Eisernen Kreuz II. und I. Klasse auch das Eichenlaub zum Pour le Mérite.
Nach dem Krieg wurde er kurzzeitig zu den Offizieren von der Armee versetzt und dann zur Vertretung des Kommandierenden Generals des I. Armee-Korps in Ostpreußen kommandiert. Für seine langjährigen Verdienste erhielt Barnekow am 22. März 1872 eine Dotation von 40.000 Talern und wurde im selben Jahr am 14. September zum Chef des 6. Rheinischen Infanterie-Regiments Nr. 68 ernannt. Nach seiner Beförderung zum General der Infanterie erfolgte schließlich am 19. September 1873 seine Ernennung zum Kommandierenden General des I. Armee-Korps. Anlässlich seines 50-jährigen Dienstjubiläums erhielt Barnekow am 2. August 1876 das Großkreuz des Roten Adlerordens mit Eichenlaub und Schwertern am Ringe. Drei Jahre später verlieh ihm Wilhelm I. den Schwarzen Adlerorden. Am 5. Juni 1883 wurde Barnekow schließlich unter Belassung in seiner Stellung als Chef des 6. Rheinischen Infanterie-Regiments Nr. 68 und unter Verleihung des Sterns der Großkomture des Königlichen Hausordens von Hohenzollern zur Disposition gestellt.

### Familie
Barnekow hatte am 10. Oktober 1842 in Zinten Julie von der Osten genannt Sacken (1818–1902) geheiratet. Aus der Ehe gingen folgende Kinder hervor:
- Albert Christoph Tassilo (* 1843)
- Julie (* 1844)
- Hermann Lebrecht Alfred (1847–1848)
- Hermann (* 1851), preußischer Major
- Marie (* 1853) ⚭ Dr. jur. Paul Bienko, preußischer Polizeipräsident